# Sinagar
Sinagar is een bestuurslaag in het regentschap Tasikmalaya van de provincie West-Java, Indonesië. Sinagar telt 5711 inwoners (volkstelling 2010).